# World Games 2009
| Platz                          | Land                | G  | S  | B  | Gesamt |
| ------------------------------ | ------------------- | -- | -- | -- | ------ |
| 1.                             | Russland            | 18 | 14 | 15 | 47     |
| 2.                             | Italien             | 16 | 12 | 13 | 41     |
| 3.                             | Volksrepublik China | 14 | 10 | 5  | 35     |
| 4.                             | Vereinigte Staaten  | 13 | 18 | 5  | 36     |
| 5.                             | Frankreich          | 11 | 14 | 23 | 48     |
| 6.                             | Ukraine             | 11 | 12 | 10 | 33     |
| 7.                             | Chinesisch Taipeh   | 8  | 9  | 7  | 24     |
| 8.                             | Deutschland         | 6  | 6  | 10 | 22     |
| 9.                             | Südkorea            | 6  | 3  | 5  | 14     |
| 10.                            | Australien          | 5  | 10 | 5  | 20     |
| …                              | …                   | …  | …  | …  | …      |
| 15.                            | Schweiz             | 3  | 4  | 0  | 7      |
| …                              | …                   | …  | …  | …  | …      |
| 25.                            | Österreich          | 2  | 1  | 2  | 5      |
| vollständiger Medaillenspiegel |                     |    |    |    |        |

Die 8. World Games 2009 fanden vom 16. bis zum 26. Juli 2009 in der taiwanischen Hafenstadt Kaohsiung statt.

## Sportarten

### Wettkampfsportarten
| - Billard - Bodybuilding - Boule - Bowling - Fallschirmspringen - Faustball - Feldbogenschießen | - Flossenschwimmen - Ju-Jutsu - Kanupolo - Karate - Korfball - Kraftdreikampf - Orientierungslauf | - Racquetball - Rettungsschwimmen - Rhythmische Sportgymnastik - Rollsport - 7er-Rugby - Sportklettern - Squash | - Sumō - Tanzsport - Tauziehen - Ultimate - Wasserski |

Fettgedruckte Links führen zu detaillierten Ergebnissen.

### Einladungssportarten
- Beachhandball
- Drachenbootrennen
- Softball
- Tchoukball
- Wushu

## Teilnehmende Nationen
Insgesamt nahmen 4.720 Athleten und Athletinnen aus 102 Nationen an den World Games 2009 teil. (In Klammern steht die Anzahl der teilnehmenden Athleten):
- Ägypten (46)
- Amerikanische Jungferninseln (1)
- Angola (1)
- Argentinien (28)
- Armenien (1)
- Aserbaidschan (11)
- Australien (168)
- Bahamas (1)
- Belgien (73)
- Bolivien (6)
- Bosnien und Herzegowina (5)
- Brasilien (77)
- Britische Jungferninseln (2)
- Bulgarien (23)
- Chile (27)
- Volksrepublik China (148)
- Chinesisch Taipeh (459) Gastgeber
- Costa Rica (3)
- Dänemark (25)
- Deutschland (230)
- Dominikanische Republik (8)
- Ecuador (10)
- El Salvador (4)
- Estland (16)
- Fidschi (16)
- Finnland (32)
- Frankreich (220)
- Georgien (1)
- Griechenland (15)
- Großbritannien (204)
- Guatemala (7)
- Hongkong (51)
- Indien (10)
- Indonesien (12)
- Iran (11)
- Irak (1)
- Irland (17)
- Israel (14)
- Italien (189)
- Japan (282)
- Kanada (141)
- Kasachstan (19)
- Katar (2)
- Kenia (4)
- Kolumbien (30)
- Kroatien (45)
- Kuba (2)
- Kuwait (6)
- Lettland (21)
- Litauen (11)
- Luxemburg (4)
- Macau (10)
- Madagaskar (3)
- Malaysia (29)
- Mazedonien (15)
- Mexiko (15)
- Moldau (2)
- Mongolei (8)
- Montenegro (8)
- Myanmar (2)
- Nepal (1)
- Niederlande (112)
- Niederländische Antillen (1)
- Neuseeland (62)
- Norwegen (35)
- Oman (13)
- Österreich (51)
- Pakistan (16)
- Peru (5)
- Philippinen (16)
- Polen (40)
- Portugal (68)
- Puerto Rico (3)
- Rumänien (13)
- Russland (225)
- Schweden (87)
- Schweiz (115)
- Senegal (2)
- Serbien (4)
- Singapur (64)
- Slowakei (25)
- Slowenien (24)
- Spanien (52)
- Sri Lanka (1)
- Südafrika (86)
- Südkorea (79)
- Tansania (1)
- Thailand (52)
- Tschechien (51)
- Tunesien (6)
- Türkei (22)
- Ungarn (92)
- Ukraine (155)
- Uruguay (3)
- Usbekistan (7)
- Venezuela (36)
- Vereinigte Arabische Emirate (3)
- Vereinigte Staaten (211)
- Vietnam (23)
- Belarus (25)
- Zypern (1)

## Ergebnisse
Hauptartikel: Ergebnisliste & Medaillenspiegel